# .localhost
localhost라는 이름은 IETF(국제 인터넷 표준화 기구)에서 인터넷의 DNS(도메인 네임 시스템)에서 최상위 도메인으로 설치될 수 없는 도메인 네임 레이블로 예약되어 있다.

## 예약된 DNS 이름
1999년 IETF에서는 DNS 레이블 localhost, example, invalid 및 test를 예약하여 도메인 이름 시스템의 루트 영역에 설치되지 않도록 했다.
이러한 최상위 도메인 이름을 예약하는 이유는 충돌과 혼란의 가능성을 줄이기 위한 것이다. 이를 통해 문서화 목적이나 로컬 테스트 시나리오에서 이러한 이름을 사용할 수 있다.

## 기존의 사용
localhost라는 이름은 대부분의 TCP/IP 시스템에서 루프백 인터페이스에 대해 일반적으로 정의된 호스트 이름으로, IPv4에서는 IP 주소 127.0.0.1, IPv6에서는 ::1로 해석된다. 최상위 도메인인 이름은 전통적으로 동일한 루프백 주소를 가리키는 주소 레코드(A 및 AAAA)를 사용하여 호스트 DNS 구현에서 정적으로 정의되었다. 다른 용도는 이 규칙에 의존하는 널리 배포된 알고리즘과 충돌한다.